# Thiago Santos
Thiago Ferreira dos Santos (12 juli 1987) is een Braziliaanse voetballer die onder de naam Thiago Santos speelt. Hij speelt als aanvaller. 
Hij debuteerde voor Lierse SK op 29 augustus 2015 tegen Deinze. Hij viel na 45 minuten in voor Ayub Masika. Zijn eerste goal voor Lierse scoorde hij op 14 september tegen KAS Eupen.

## Statistieken
| Seizoen        | Club              | Land            | Competitie      | Competitie | Competitie | Beker | Beker | Internationaal | Internationaal | Totaal | Totaal |
| Seizoen        | Club              | Land            | Competitie      | Wed.       | Dlp.       | Wed.  | Dlp.  | Wed.           | Dlp.           | Wed.   | Dlp.   |
| -------------- | ----------------- | --------------- | --------------- | ---------- | ---------- | ----- | ----- | -------------- | -------------- | ------ | ------ |
| 2014/15        | Othellos Athienou | Vlag van Cyprus | A Divizion      | 10         | 1          | 0     | 0     | —              | —              | 10     | 1      |
| 2015/16        | K. Lierse SK      | Vlag van België | Proximus League | 12         | 1          | 1     | 0     | —              | —              | 13     | 1      |
| 2015/16        | Maccabi Netanya   | Vlag van Israël | Ligat Ha'Al     | 2          | 0          | 0     | 0     | —              | —              | 2      | 0      |
| Carrièretotaal | Carrièretotaal    | Carrièretotaal  | Carrièretotaal  | 24         | 2          | 1     | 0     | 0              | 0              | 25     | 2      |

## Trivia
- Niet te verwarren met de Braziliaanse voetballer Ferreira Dos Santos Thiago die als Thiago speelt.